# Steradián

Grafická reprezentace – 1 steradián.

Steradián (sr) je v soustavě SI jednotka prostorového úhlu. Název je odvozen z řeckého stereos.
Je definována jako prostorový úhel, který vymezí ze středu na jednotkové kouli jednotkovou plochu (nebo na kouli o poloměru r plochu r²).
Steradián je v současné podobě SI bezrozměrná odvozená jednotka.
V astronomii se kromě steradiánu používá také starší jednotka čtverečný stupeň (1 sr ≈ 3282,80635 čtverečných stupňů).
Prostorový úhel odpovídající celé kouli je 4π ≈ 12,6 sr.